# Chapin Hall
Chapin Hall (* 12. Juli 1816 in Busti, Chautauqua County, New York; † 12. September 1879 in Jamestown, New York) war ein US-amerikanischer Politiker. Zwischen 1859 und 1861 vertrat er den Bundesstaat Pennsylvania im US-Repräsentantenhaus.

## Werdegang
Chapin Hall besuchte die öffentlichen Schulen seiner Heimat und danach die Jamestown Academy. Um das Jahr 1841 zog er nach Pine Grove, dem heutigen Russell in Pennsylvania, wo er im Holzgeschäft und im Handel arbeitete. Seit 1851 lebte er in Warren, wo er zusätzlich im Bankgewerbe tätig wurde. Politisch schloss er sich der 1854 gegründeten Republikanischen Partei an.
Bei den Kongresswahlen des Jahres 1858 wurde Hall im 24. Wahlbezirk von Pennsylvania in das US-Repräsentantenhaus in Washington, D.C. gewählt, wo er am 4. März 1859 die Nachfolge des Demokraten James Lisle Gillis antrat. Da er im Jahr 1860 auf eine weitere Kandidatur verzichtete, konnte er bis zum 3. März 1861 nur eine Legislaturperiode im Kongress absolvieren. Diese war von den Ereignissen im unmittelbaren Vorfeld des Bürgerkrieges überschattet.
Nach dem Ende seiner Zeit im US-Repräsentantenhaus arbeitete Chapin Hall im Holzhandwerk in den Städten Louisville (Kentucky), Fond du Lac (Wisconsin) und Newark (New Jersey). Später arbeitete er in Jamestown im Textilgewerbe. Dort ist er am 12. September 1879 auch verstorben.